# Im Kwon-taek
Im Kwon-taek (Jangseong, Jeolla del Sur, 2 de mayo de 1936) es un director de cine de Corea del Sur. Con 101 películas en su haber, es uno de los directores más reconocidos de su país. Sus películas, ganadoras de numerosos premios en festivales nacionales e internacionales, han sido un considerable éxito comercial, y ayudaron a atraer la atención internacional a la industria del cine coreano. En reconocimiento a su trabajo, la Unesco le entregó la Medalla Fellini de oro en 2002.

## Biografía
Im Kwon-taek creció en Gwangju. Después de la guerra de Corea, se trasladó a Busan en busca de trabajo y, en 1956, se mudó a Seúl. Allí, Jeong Chang-hwa, director de Five Fingers of Death (1972), le ofreció alojamiento y comida por su trabajo como asistente. Jeong lo recomendó para dirigir en 1961. Al año siguiente, Im dirigió su primera película, Adiós al río Duman (Dumanganga jal itgeola).
Antes de 1980 era conocido principalmente como director de cine comercial que pudiera dirigir de manera eficiente con ocho cuadros de género de un año, lo que ayuda a cumplir con la cuota para los cuadros nacionales establecidos por el gobierno surcoreano. Su deseo de hacer cine más artístico que satisfacen comenzó a manifestarse con su película de 1978 Jokbo (Genealogía o El árbol de familia).
Im ha explorado temas relacionados con el pasado de Corea, así como también la identidad cultural coreana en la época contemporánea. Entre las películas recientes más notables de mensajería instantánea Sopyonje (1993) y Chunhyang (2000), ambos de los cuales se centran en el arte musical tradicional coreano de pansori. Esta última película también se basa en una leyenda tradicional coreana. Aparte de ser un éxito de crítica, Sopyonje también fue un éxito en la taquilla, convirtiéndose en la primera película coreana en convocar más de un millón de espectadores solo en Seúl. Chihwaseon (2002) también fue un éxito de crítica, y le valió a Im el premio a mejor director en el Festival de Cine de Cannes. Im Kwon-taek fue galardonado con un Oso de Oro honorario en el Festival de Cine de Berlín de 2005.

## Premios y distinciones
Festival Internacional de Cine de Cannes
| Año  | Categoría      | Película                   | Resultado |
| ---- | -------------- | -------------------------- | --------- |
| 2002 | Mejor Director | Ebrio de mujeres y pintura | Ganador   |